# Drásov
Drásov (deutsch Drasow, früher Drassow) ist eine Minderstadt in Tschechien. Sie liegt vier Kilometer südöstlich von Tišnov und gehört zum Okres Brno-venkov.

## Geographie

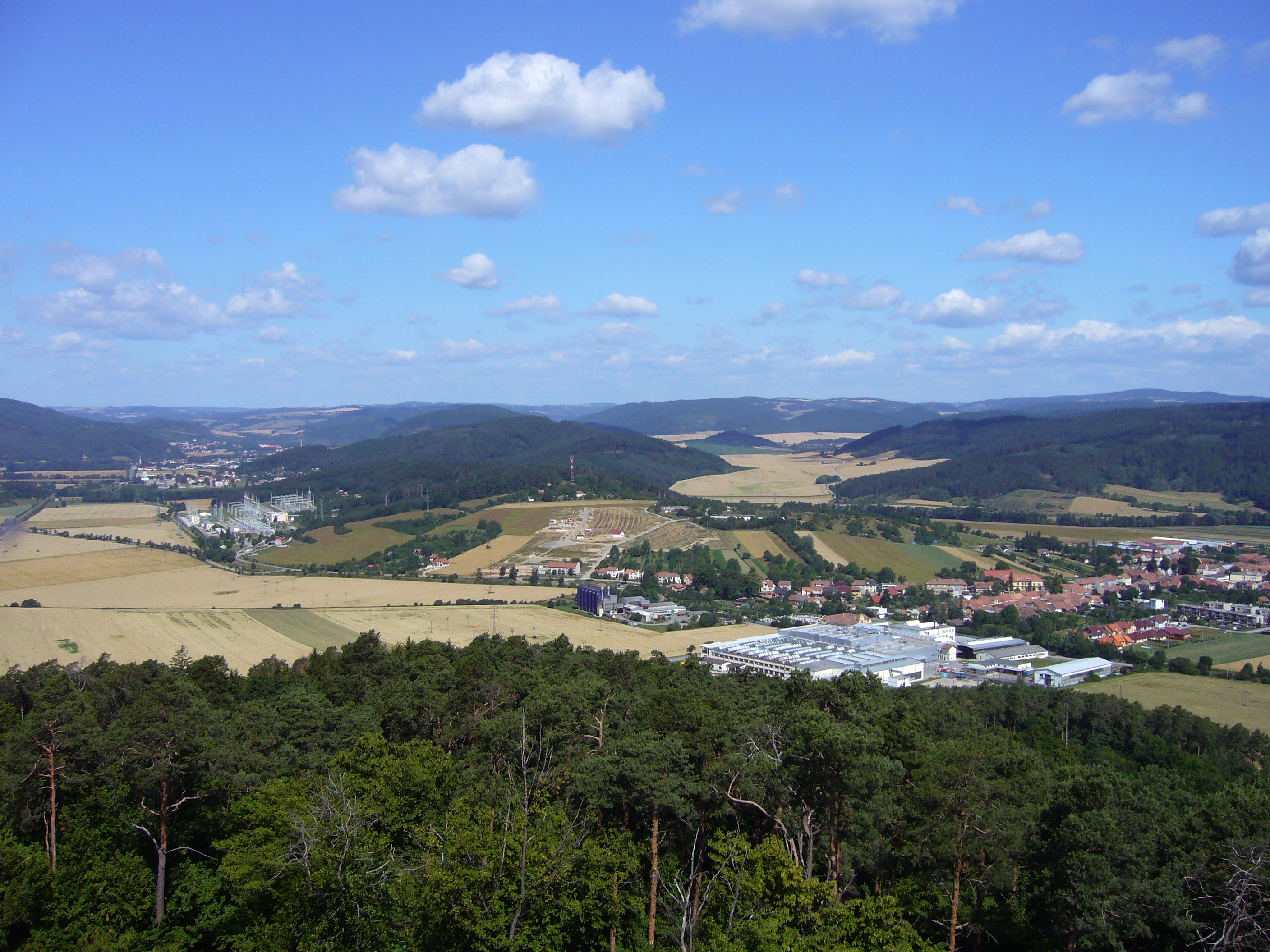
Blick von der Čebínka über das Siemens-Werk auf Drásov, links das Umspannwerk, dahinter Tišnov

Drásov befindet sich am linken Ufer des Flüsschens Lubě in der Boskowitzer Furche. Nördlich erhebt sich der Horky (340 m), im Nordosten die Paní hora (395 m), südöstlich die Zlobice (394 m), im Süden die Čebínka (433 m), südwestlich der Sokolí (398 m), im Westen der Stráž und die Klucanina (410 m) und nordwestlich der Vinohrad (372 m). Südwestlich von Drásov liegt das Umspannwerk Hradčany.
Nachbarorte sind Stanovisko, Hajánky und Všechovice im Norden, Skalička und Nuzířov im Nordosten, Malhostovice im Osten, Kuřim im Südosten, Čebín im Süden, Sentice im Südwesten, Hradčany im Westen sowie Tišnov und Železné im Nordwesten.

## Geschichte
Archäologische Funde am Stráž belegen eine Besiedlung der Ortsflur seit der Altsteinzeit. Aus dem älteren Neolithikum wurden Bruchstücke von Linearkeramik aufgefunden.
Es wird angenommen, dass Drásov im zweiten Drittel des 13. Jahrhunderts nach dem Erlöschen des südöstlich von Všechovice gelegenen Dorfes Keblany als Emphyteuse gegründet wurde. Drásov war ein Vladikesitz und seit dem 13. Jahrhundert Pfarrort, das ursprüngliche Kirchlein war dem hl. Cyrill geweiht. Die erste schriftliche Erwähnung des uillarum Draszow erfolgte am 4. April 1238 in einer Urkunde Wenzels I. als Besitz des Klosters Porta Coeli. Im Laufe der Zeit wurde der Ort als Strazzow und Strassau bezeichnet. Alte Überlieferungen berichten davon, das Draszow vor den Hussitenkriegen eine Stadt gewesen sein soll. In der Besitzbestätigungsurkunde Georg von Podiebrads für das Kloster Porta Coeli wurde Drásov im Jahre 1459 als Städtchen bezeichnet.
Im 16. Jahrhundert erlosch die Pfarre, sie wurde nach dem Dreißigjährigen Krieg im Zuge der Rekatholisierung wiedererrichtet. Das älteste Ortssiegel stammt aus dem Jahre 1750, es zeigt vier goldene Lilienkreuze aus blauem Feld.
Bis zur Säkularisation des Klosters im Jahre 1782 blieb Drásov immer dem Zisterzienserkloster untertänig. Danach wurde der Ort unter die Verwaltung der böhmischen Krongüter gestellt, die die Herrschaft Porta Coeli 1799 an Wilhelm von Mundy veräußerte. Ihm folgte 1821 Friedrich Schell von Wittinghoff. Bis ins 19. Jahrhundert wurde bei Drásov Wein angebaut.
Nach der Aufhebung der Patrimonialherrschaften bildete Drazov/Drassow ab 1850 eine Gemeinde im Brünner Bezirk und Gerichtsbezirk Tischnowitz. Seit 1896 gehörte Drásov zum neu gebildeten Bezirk Tischnowitz. Im Jahre 1912 erfolgte die Gründung einer Landmaschinenfabrik. Diese spezialisierte sich ab 1918 auf die Reparatur von Elektromotoren des Unternehmens Brown, Boveri & Cie. Ab 1923 begann in Drásov die Produktion von BBC-Motoren und das Werk wurde von BBC übernommen. Zum Ende des Zweiten Weltkrieges wurde im April 1945 in der Schule von Drasow ein Lazarett eingerichtet. Auf dem Friedhof fanden 25 deutsche Soldaten, die im Lazarett verstarben, ihre letzte Ruhestätte. Nach der Machtübernahme der Kommunisten wurde das Elektromotorenwerk verstaatlicht. Nach der Auflösung des Okres Tišnov kam die Gemeinde mit Beginn des Jahres 1961 zum Okres Brno-venkov. In der Umgebung des Dorfes wird roter Sand abgebaut. Das Elektromotorenwerk wurde 1990 privatisiert und ist Teil des ZSE-Konzerns. Dieser verkaufte es 1994 an Siemens. Seit dem 24. September 2008 besitzt Drásov wieder den Status eines Městys.
Größtes Unternehmen ist die Siemens Electric Machines s.r.o., die Hoch- und Niederspannungs-Asynchronmotoren sowie Synchrongeneratoren produziert.

## Gemeindegliederung
Für die Gemeinde Drásov sind keine Ortsteile ausgewiesen.

## Sehenswürdigkeiten

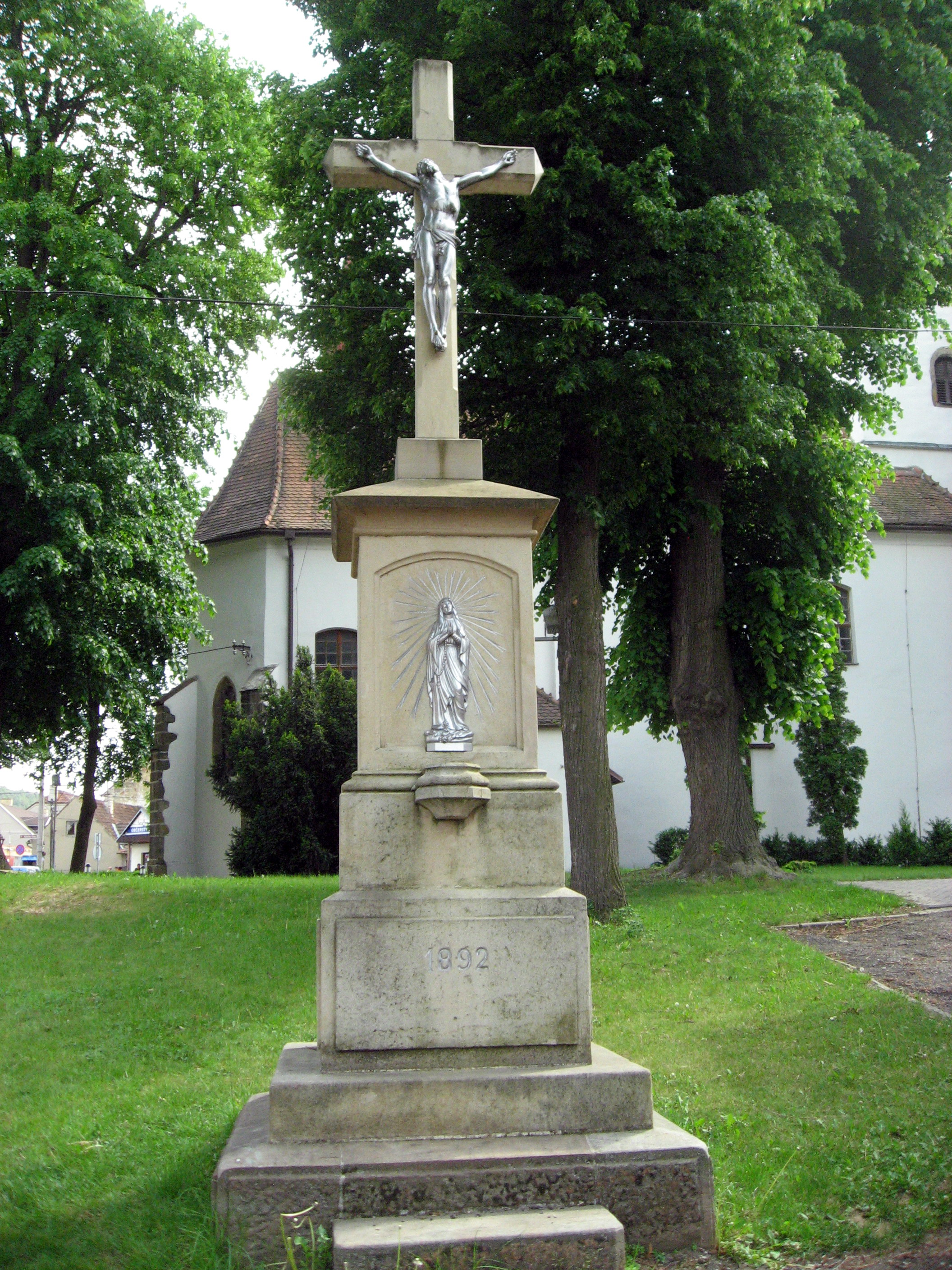
Kruzifix

- Kirche der hl. Kreuzerhöhung, errichtet zwischen 1240 und 1255. Das wahrscheinlich zu Zeiten der schwedischen Invasion während des Dreißigjährigen Krieges errichtete Beinhaus wurde 1830 abgetragen und Reliquien in einem Ostensorium aufbewahrt. Der alte Friedhof an der Kirche, der auch die Dörfer Všechovice und Skalička bediente, wurde 1893 aufgehoben und 1895 am Fuße des Stráž anstelle einer Ziegelei ein neuer Friedhof angelegt.
- Kruzifix, an der Kirche
- Betsäule aus dem 18. Jahrhundert
- Waldpark mit Trinkwasserquelle, am nordwestlichen Ortsrand, angelegt im 19. Jahrhundert
- Museums-Garteneisenbahn (Zahradní železnice Drásov) mit 600 mm Spurweite, die vom Klub 600 betriebene Feldbahn verkehrt auf einem Privatgrundstück am nördlichen Stadtrand auf einer Strecke von 400 m mit 15 Weichen.
- Naturdenkmale Drásovský kopeček und Malhostovická pecka, südöstlich des Ortes, zwei felsige Gebilde aus Devonkalk mit Population der Hundsrose, Rotem Hartriegel, Schlehdorn, Liguster sowie Haselsträuchern.
- Naturdenkmal Zlobice, südöstlich von Drásov